# モエギタケ科
モエギタケ科 (Strophariaceae) は、ハラタケ目に分類されるキノコの科のひとつ。優れた食菌も多いが、一方では強い毒を持つニガクリタケも分類される。かつては、幻覚性のあるシビレタケ属のキノコもモエギタケ科に分類されていたが、現在ではヒメノガステル科に再分類されている。モエギタケ科のほとんどが半陰性の腐生菌であるため、日当たりの悪い湿気た場所に群生する。傘の裏側はヒダ状で、つばとつぼは明確でないものが多い。胞子は大部分の種で平滑。胞子紋は暗色系のものが多いが、紫色や黄褐色、黒錆色のものまで様々で、あまり共通性はない。子実体の色彩も多様である。幼菌時にはぬめりの強い種が多いが、それも特に共通ではない。
毒性に関する研究は不十分と指摘されているが、従来は食用きのこ種とされていた P.SPumosa（キナメッムタケ）からニガクリタケと同じ毒成分のファシクロールが検出されたと報告された。

## 下位分類
日本で見られる種類。
- モエギタケ亜科 Stropharioideae (Sing.) Sing.]
  - ウスムラサキヒラタケ属 (Melanotus (Murr.) Sing.)
ウスムラサキヒラタケには、亜種にクズウラムラサキヒラタケなどがあるが、いずれも日本ではあまり観察されない。
  - クリタケ属 (Hypholoma (Fr.) Kummer)
食用にされるクリタケと毒菌のニガクリタケは、クリタケの方が色がやや濃いものの、形態はよく似る。同定の方法として、採取して少し噛んでみるというものがある。それがニガクリタケだと非常に苦い。確認後はすぐに吐き出せば、まず中毒の心配はない。ただし、クリタケにも多少の毒性があるともいわれる。
文献によっては属学名が「Naematoloma」と記述されているものがあるが、それは本属の旧名である。
  - （シビレタケ属 (Psilocybe (Fr.) Kummer)）
日本でよく見られる種にシビレタケ、ヒカゲシビレタケ、アイゾメシバフタケなどがある。いずれも食用には適さないが、催幻覚性のアルカロイド、シロシビンを含むため、幻覚を体験する目的で食べられることがある。しかし、日本でシロシビンは麻薬及び向精神薬取締法で規制されているので、シビレタケ属に属するほとんどのキノコの採取、所持、栽培全てが違法となる。シロシビンを含むキノコは傷を付けると青く変色するので、誤食を防ぐ目安にするとよい。
シビレタケ属は幻覚作用のあるキノコでよく知られており、かつてはモエギタケ科に分類されていたが、現在はヒメクズタケ属に従来のシビレタケ属で非幻覚性種が編入されている。シビレタケ属の幻覚性種は現在、系統学的にはヒメノガステル科に分類されている[2][3]。
  - モエギタケ属 (Stropharia (Fr.) Quélet)
モエギタケは鮮やかな緑色で、馬糞や牛糞にも発生することがあるためマジックマッシュルームと混同されることがあるが、シロシビンはほとんど含まれない。サケツバタケなどは優秀な食菌である。胞子は楕円で中央部がくぼむ。胞子紋は紫色系。食毒は不明だが、致命的な毒を持つ可能性は低い。
モエギタケの亜種にチャモエギタケ、サケツバタケの亜種にキサケツバタケがある。
- スギタケ亜科 Pholiotoideae (S.Imai) Sing.
  - スギタケ属 (Pholiota (Fr.) Kummer)
モエギタケ科の中では、このスギタケ属に最も多種のキノコが属する。[スギタケ]といってもスギ林に発生するというわけではなく、傘の鱗片がスギの樹皮のようであることからこの和名が付けられた。ナメコはもちろんのこと、数多いツムタケ類も全て食用になる。しかし、スギタケモドキやツチスギタケには中毒例もあるので注意。いくつかの亜属、節に分類されている。
人工栽培されたナメコは幼菌時に出荷されてしまうが、傘の開いた天然ものの成菌も非常に美味。
  - センボンイチメガサ属 (Kuehneromyces (Schaeff.) Singer & A.H.Smith)
センボンイチメガサ属のキノコは世界的には数種類が知られる。日本で普通に観察できるものは、センボンイチメガサとクリイロイチメガサである。双方とも、モエギタケ科の中では比較的はっきりとしたつばを持つ。センボンイチメガサは猛毒のペプチド、α-アマニチンを含むフウセンタケ科のコレラタケに酷似するので同定の際には細心の注意が必要であるが、素人目にはほとんど識別できない。顕微鏡が必要となるが、センボンイチメガサの胞子は平滑であるのに対し、コレラタケの胞子にはイボ状の突起があることで区別される。
  - ヒメスギタケ属 (Phaeomarasmius (Peck) Singer)
ヒメスギタケ属に属するキノコは、日本ではヒメスギタケの一属一種のみである。ささくれ立った茶褐色の鱗片が、傘から柄まで全体を覆う。その名の通り、スギタケに似る。いくつかの亜属、節に分類されている。

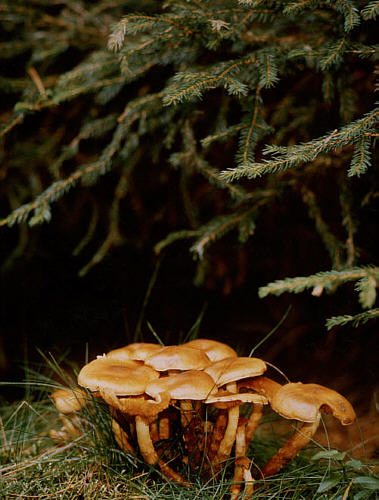
クリタケ （クリタケ属）
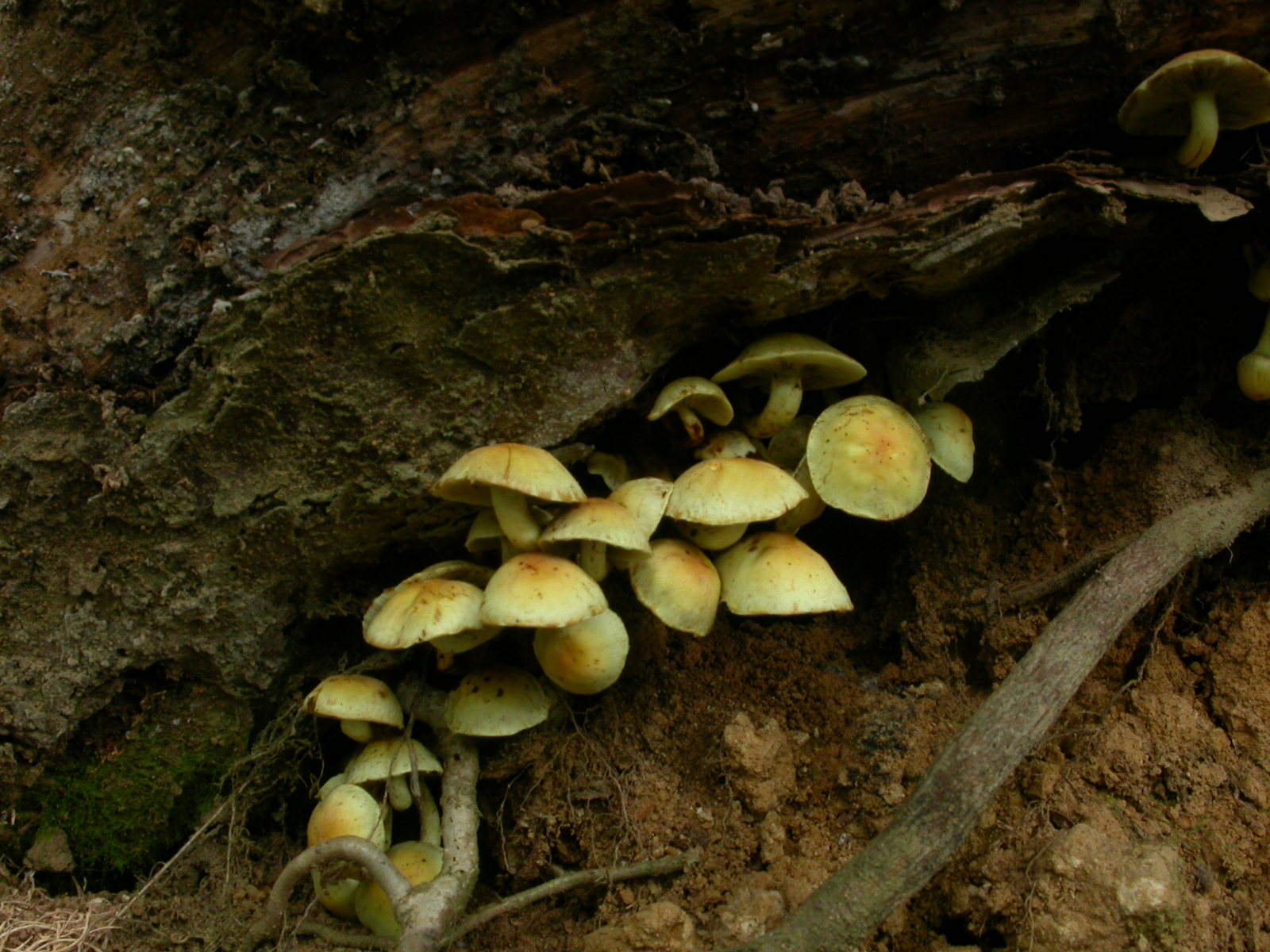
ニガクリタケ （クリタケ属）
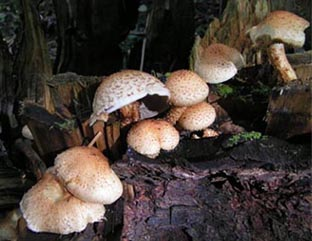
スギタケ （スギタケ属）
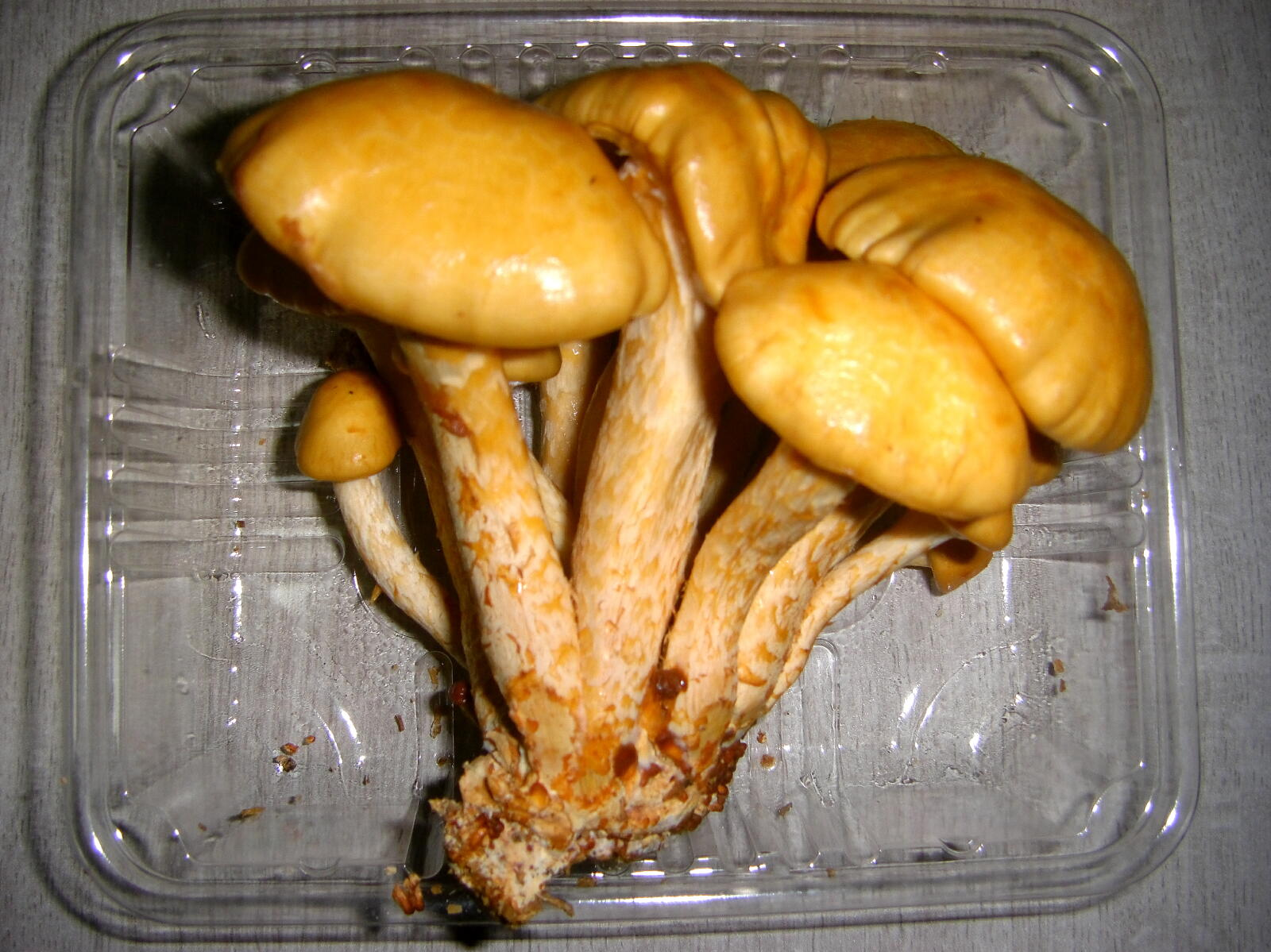
ナメコ （スギタケ属）
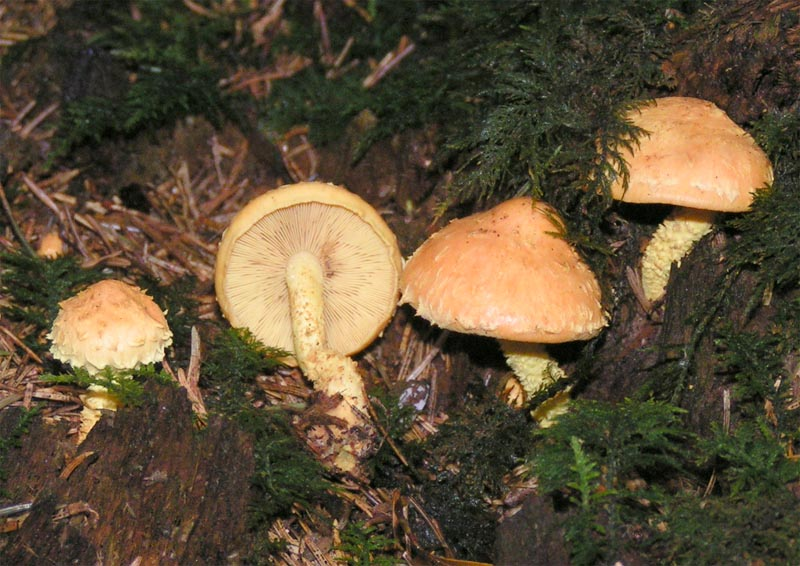
ハナガサタケ （スギタケ属）
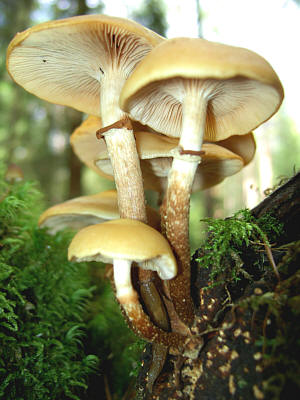
センボンイチメガサ （センボンイチメガサ属）
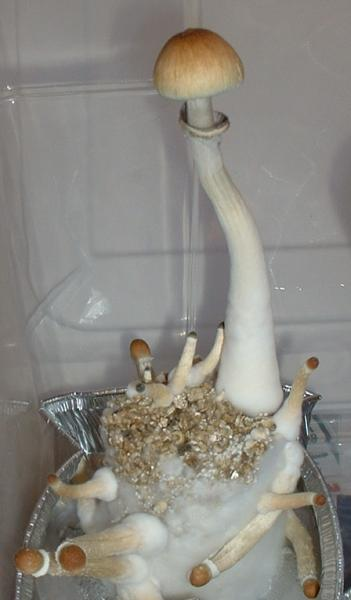
ミナミシビレタケ （シビレタケ属）
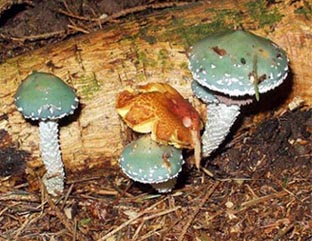
モエギタケ （モエギタケ属）